# Karin van Arkel
Karin van Arkel (9 mei 1970) is een Nederlandse zangeres. Aanvankelijk studeerde Karin van Arkel dans en theater aan de kunsthogescholen van Amsterdam en Utrecht. Vanaf 1995 studeerde zij solozang aan het Koninklijk Conservatorium in Den Haag, onder andere bij Lenie van den Heuvel, Diane Forlano en Barbara Pearson. In 1999 behaalde zij het diploma Docerend Musicus, en in 2001 sloot zij haar studie aan het conservatorium af met het eindexamen Uitvoerend Musicus.
Al tijdens haar studie vertolkte zij diverse opera- en operetterollen, waaronder Lady Billows in de opera Albert Herring van Benjamin Britten (in een productie van De Nieuwe Opera Academie), Dido in Dido en Aeneas Henry Purcell, en Rosalinde in Die Fledermaus van Johann Strauss jr.. Tevens vertolkte zij diverse operetterollen bij het operettegezelschap Thalia in Amsterdam.
Zij nam deel aan verschillende masterclasses, onder andere bij Cristina Deutekom, Elly Ameling en Graham Clark, en volgde ze de Gregynog Festival-masterclasses in Wales, bij Diane Forlano en Barbara Pearson. In 2000 nam zij deel aan de prestigieuze belcantocursus van Dame Joan Sutherland en Richard Bonynge aan de Britten Pears School of Music in Aldeburgh, Engeland. In 2004 nam zij deel aan de masterclasses van de International Vocal Arts Institute (georganiseerd door de Metropolitan Opera New York) in Tel Aviv, waar zij onder andere les had bij Mignon Dunn en Joan Dornemann. Tevens nam zij deel aan masterclasses bij Henk Smit, georganiseerd door Holland Music Sessions.
Karin van Arkel is regelmatig te horen in opera's, operaconcerten en liedrecitals, alsmede bij oratoriumuitvoeringen. Zo trad ze op als soliste in de Petite Messe Solenelle van Gioacchino Rossini. In april 2003 voerde zij de sopraansoli in het Gloria van Francis Poulenc uit, met het studentenkoor en -orkest van de Radboud Universiteit Nijmegen, onder leiding van Quentin Clare. In maart 2003 was Karin te horen als Rosalinde in een productie van Die Fledermaus onder leiding van Jan van Maanen, met het AUKSO Extended Chamber Orchestra uit Katowice. Najaar 2005 voerde zij met het Leids Studenten Kamerkoor en -Orkest onder leiding van Quentin Clare en Gilles Michels het Stabat Mater van Karol Szymanowski uit. Tevens was zij in 's-Hertogenbosch te horen als Lady Macbeth in Macbeth van Giuseppe Verdi, in een uitvoering door de Vereniging Bosche Opera en het Tilburgs Begeleidings Orkest onder leiding van Pieter Cox.
Verder werkt zij als soliste samen met de volgende ensembles:
- blazersensemble Cobla La Principal d'Amsterdam; op 7 april 2004 trad zij met dit ensemble op in de grote zaal van het Concertgebouw te Amsterdam;
- het Delphi Ensemble; met dit ensemble voerde zij opera-aria's van Giacomo Puccini uit; en
- Ensemble Contours; met dit ensemble voerde zij onder andere twintigste-eeuws repertoire uit.

Zij geeft voorts liedrecitals met werken van componisten als Johannes Brahms, Alban Berg, Arnold Schönberg en Martijn Hooning.